# Pyhäjoki (obec)
Pyhäjoki je obec v provincii Severní Pohjanmaa ve Finsku. Na rozloze 541,2 km² (i s vodními plochami má však obec rozlohu 1 365,29 km²) žilo k 30. září 2014 3 302 obyvatel. Hustota zalidnění je 6,54 obyvatel/km². Obec je finskojazyčná.

## Vesnice
Etelänkylä, Kirkonkylä, Keskikylä, Limingoja, Parhalahti, Pirttikoski, Pohjankylä, Viirre, Yppäri.